# Оливер Ранисављевић
Оливер Ранисављевић (Инзбрук, Аустрија, 4. мај 1990) српски је и аустријски синдикални активиста, политичар, предузетник и хуманитарац. Председник је Заједнице Срба Тирол.

## Биографија
Оливер Ранисављевић је рођен у Инзбруку, од оца Драгана и мајке Сузане, српских досељеника у Аустрију. Основно образовање започео је у Инзбруку, али је прва четири разреда ипак завршио у Србији, у месту Ломница код Деспотовца, родном крају свог оца. Након НАТО бомбардовања Југославије, Ранисављевићи су се поново доселили у Инзбрук, где је Оливер наставио школовање. У овом граду је 2010. године завршио средњу железничку школу – смер електротехничар погона. То му је обезбедило запослење у Аустријским савезним железницама и усавршавање на смеру техничара хидроелектране. У периоду 2021–2024. похађао је и Високу електротехничку школу.
Од 2023. је оснивач и директор компанија „Export Freshness” у Ломници и „Pupin Elektrotechnik” у Инзбруку.
Осим матерњег српског, говори и немачки, енглески и руски језик.
Живи и ради у Инзбруку, у којем живи и његов брат Ненад. Ожењен је Белорускињом из Минска Олгом Ранисављевић (рођ. блр. Сільчонак).
Увршћен је у „Енциклопедију националне дијаспоре”, коју уређује Иван Калаузовић Иванус.

### Синдикални и друштвени ангажман
Током школовања Ранисављевић се први пут сусрео са синдикалним деловањем и, залажући се за права радника, постао активан. Заједница Срба Тирол га је 2013. године предложила за кандидата за чланство у Радничкој комори Тирол на листи Фракције социјалдемократских синдикалаца. За члана Радничког савета Аустријских савезних железница у Инзбруку, у сектору за транспорт путника изабран је 2017, а 2020. за председника Радничког савета покрајина Тирол и Форарлберг. Члан Централног радничког савета сектора за транспорт путника, постао је 2022, а 2023. члан Радничког савета целог холдинга. Петогодишњи мандат у Радничкој комори Тирол добио је 2024.
Првим човеком градског синдиката саобраћаја и услуга „Vida Innsbruck” и замеником председника покрајинског синдиката саобраћаја и услуга „Vida Tirol” именован је 2023.
За председника Заједнице Срба Тирол, организације која се залаже за неговање српског језика, традиције и културе у Аустрији, биран је три пута – 2020, 2022. и 2024 године. Члан је Српске православне омладине Инзбрук (СПОЈИ) од самог оснивања и тренутно врши и функцију члана њеног Управног одбора.
Председник је и Железничког спортског клуба „Инзбрук” од 2018.

### Политички ангажман
Оливер Ранисављевић је члан Социјалдемократскe партијe Аустрије постао је 2014. године. Већ 2019. нашао се на изборној листи те партије током парламентарних избора, а 2024. на листи за градске изборе у Инзбруку, након којих је постао заменик одборника у градској скупштини.
Са страначким колегама је 2017. покренуо кампању „Stop Ustascha”, која за циљ има забрану величања усташке идеологије у Блајбургу.